# Stilla-Weg
Der Stilla-Weg (FAV 229) ist ein Wanderweg von Wolframs-Eschenbach nach Abenberg in Mittelfranken. Er ist 24 km lang und führt durch das Rangau. Benannt ist der Weg nach der Nonne Stilla von Abenberg.
Markiert wird der Verlauf mit dem Wegzeichen „Stilisierte Nonne – Schwarz auf weißem Grund“.
Der Wanderweg beginnt in Wolframs-Eschenbach und führt in östlicher Richtung nach Mitteleschenbach und Gersbach. Entlang des Erlbachs geht es weiter nach Untereschenbach an der Fränkischen Rezat. Über Dürrenmungenau führt er dann weiter zum Kloster Marienburg im Zielort Abenberg.

## Streckenverlauf
- Wolframs-Eschenbach
- Mitteleschenbach
- Gersbach
- Untereschenbach
- Dürrenmungenau (Schloss Dürrenmungenau)
- Abenberg (Kloster Marienburg)